# Petri Pakaslahti
Petri Pakaslahti, kallad Pakas, född 22 januari 1976 i Tammerfors, är en finländsk ishockeyspelare.
Han har spelat ishockey i Finlands förstaliga sedan 1995, han har spelat i klubbarna Lukko och Jokerit. Han värvades till Södertälje SK före säsongen 07-08. Hans första säsong i Södertälje var lyckosam, han gjorde 34 poäng (18+16) på 54 matcher. Samma säsong blev Pakaslahti utsedd till Årets SSK:are av supportklubben Blue Lightnings. Han blev SSK:s bästa poängplockare och målskytt med sina 18 mål. 9 maj 2008 skrev han på ett nytt 4-årskontrakt med Södertälje som sträcker sig fram till säsongen 2012-2013. Säsong 2010-2011 ådrog sig Pakaslahti en ryggskada som tvingade honom att avsluta sin karriär. Han spelade 162 matcher i Södertälje och hann med 92 (46+46) poäng i klubben. 